# Bataille de Sipe-Sipe
Guerres d'indépendance en Amérique du Sud
Batailles
- Suipacha
- Las Piedras
- Huaqui
- Tucumán
- Cerrito
- Salta
- Campagne Admirable
- Ayohuma
- Buceo
- La Puerta (1814)
- Rancagua
- Sipe-Sipe
- Carthagène
- Chacabuco
- La Puerta (1818)
- Maipú
- Vargas
- Boyacá
- Valdivia
- Carabobo
- Yaguachi
- Pichincha
- Lac Maracaibo
- Junín
- Ayacucho

La bataille de Sipe-Sipe eut lieu le 28 novembre 1815 sur le plateau du même nom, en Bolivie, au cours des guerres d'indépendance en Amérique du Sud. Les forces républicaines argentines de l'armée du nord, dirigées par le général José Rondeau, y subirent une lourde défaite face aux royalistes espagnols commandés par Joaquín de la Pezuela. Les Espagnols reprirent avec cette victoire le contrôle du Haut-Pérou alors que Rondeau fut relevé de son commandement.